# جوش لويس (لاعب دوري الرغبي)
جوش لويس (بالإنجليزية: Josh Lewis)‏ هو لاعب دوري الرغبي أسترالي، ولد في 5 أكتوبر 1985 في سيدني في أستراليا.